# Rahsaan Bahati
Rahsaan Bahati (Lynwood, Californië, 13 februari 1982) is een Amerikaans wielrenner die zowel op de weg als op de baan actief is en anno 2011 uitkomt voor de amateurploeg SKLZ Cycling Team. In het verleden reed hij voor onder meer Saturn Cycling Team, TIAA-CREF en Rock Racing. In 2010 koerste hij voor Bahati Foundation Pro Cycling Team, een ploeg die door hemzelf was opgericht.
Bahati werd in 2000 Amerikaans kampioen op de weg bij de junioren en in 2008 Amerikaans kampioen op de weg bij de elite, in de categorie Criterium.
In 2010 werd bekend dat er een televisieserie met Bahati werd gemaakt, genaamd Bahati: Out of Compton. Hierin wordt Bahati gevolgd terwijl hij zes wielerkampioenen uit Compton, Los Angeles coacht.

## Overwinningen
2000
- Amerikaans kampioen op de weg, Junioren

2008
- Amerikaans kampioen op de weg criteriums, Elite

Bahati · 
Carroll ·
Friedick · 
Haedo (tot 15/08) ·
Hernández ·
Leogrande ·
Magnell ·
Morris ·
Napolitano ·
Switters ·
Wiscovitsj
Bahati · 
Botero ·
Cipollini (tot 31/03) · 
Clinger ·
Creed · 
Curry ·
Dawson · 
Grajales (tot 01/03) ·
Hamilton ·
Hernández ·
Leogrande ·
Magnell ·
Mayo ·
Napolitano ·
Ollerenshaw ·
Peña ·
Rodriguez ·
Sevilla ·
Switters ·
Williams ·
Wiscovitsj
Bahati · 
Boyd ·
Chadwick · 
Domínguez ·
Driscoll · 
Gutiérrez ·
Hamilton (tot 15/04) ·
Hernández ·
Kemps · 
Magnell ·
Mancebo ·
Martín ·
Peña ·
Rodriguez ·
Sanderson ·
Sevilla ·
Tanner ·
Vitoria ·
Williams